# William Cadogan, I conte Cadogan
William Cadogan, I conte Cadogan (Liscartan, 1675 – Kensington, 17 luglio 1726), è stato un nobile e ufficiale inglese.

## Biografia
Era il figlio di Henry Cadogan, un avvocato, e di sua moglie, Bridget Waller. Studiò alla Westminster School e il Trinity College di Dublino.
Entrò nell'esercito nel 1690. Partecipò all'assedio di Cork e Kinsale, dove ha combattuto sotto John Churchill, I duca di Marlborough, e dal 1701 è stato creato maggiore dei Dragoni.

## Guerra di successione spagnola
Nel 1701 fu nominato quartiermastro generale di Marlborough, a seguito della nomina di quest'ultimo a comandare le truppe inglesi nei Paesi Bassi spagnoli. Combatté nelle battaglie di Schellenberg, Blenheim, Ramillies e Malplaquet, e fu ferito al collo durante l'assedio di Mons, ma si riprese velocemente.
Dopo il ritiro di Marlborough, alla fine del 1711, Cadogan rimase nell'esercito, ma si rifiutò di tornare con lui quando la Gran Bretagna si ritirò dalla guerra nel 1712, andando in esilio volontario con il Duca.

## Carriera
Nel 1715 sostituì il duca di Argyll al comando dell'esercito durante l'insurrezione giacobita. Il 21 giugno 1716, è stato nominato barone Cadogan e cavaliere del Cardo. L'anno successivo divenne un membro del Consiglio privato.
L'8 maggio 1718 Giorgio I lo nominò barone Cadogan, di Oakley, Buckingham, visconte Caversham, di Caversham, Oxford e conte Cadogan. Negli anni successivi è stato anche Master of the Robes (1714-1726), governatore dell'isola di Wight (1715-1726) e il Master-General of the Ordnance (1722-1725).
Ha ricoperto la carica di deputato per Woodstock (1705-1716) e la carica di luogotenente della Torre di Londra (1706-1712).

## Matrimonio
Sposò, nell'aprile 1704, Margaret Cecilia Munter, figlia di Jan Munter e di Margaretha Trip. Ebbero due figlie:
- Lady Sarah Cadogan (18 settembre 1705-25 agosto 1751), sposò Charles Lennox, II duca di Richmond, ebbero otto figli;
- Lady Margaret Cadogan (21 febbraio 1707), sposò Charles John Bentinck, non ebbero figli.

## Morte
Morì il 17 luglio 1726 a Kensington, Londra, senza eredi maschi. Egli è stato sepolto a Westminster, Londra.